# Docirava fulgurata
Docirava fulgurata là một loài bướm đêm trong họ Geometridae.